# Vito Acconci

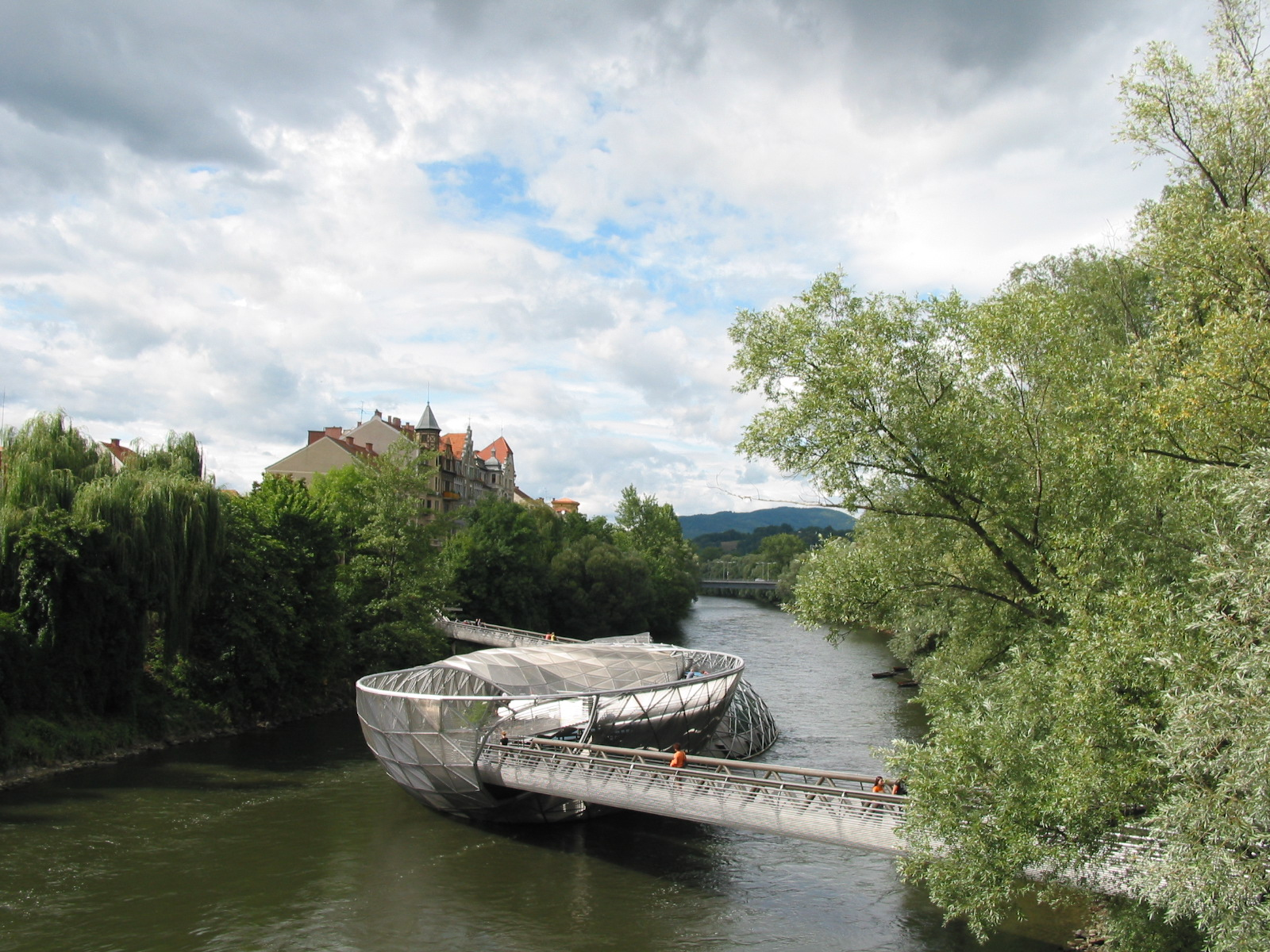
Murinsel, obra arquitectònica de Vito Acconci, situada a Àustria.

Vito Acconci   (Nova York, 24 de gener de 1940 - Nova York, 27 d'abril de 2017) fou un artista, arquitecte i poeta estatunidenc. Les seves obres formen un ample espectre des de l'art corporal, passant pel videoart, les instal·lacions i l'arquitectura.

## Biografia
Va iniciar la seva trajectòria artística com a poeta a mitja dècada dels seixanta. En les seves primeres creacions tractava la pàgina en blanc com un espai on es podia actuar, utilitzant les paraules com a elements per al moviment i la pàgina com un contenidor. Els seus treballs eren actes poètics en què emprava diferents elements i materials, com les cassets, les parets o les cadires d'una habitació.
Més tard, les seves accions poètiques es van desplaçar del paper a l'espai de la galeria, van evolucionar cap a performances en les quals Acconci reflexionava sobre el seu propi ésser físic i psicològic. Tant en les performances com en les seves instal·lacions de principis dels anys setanta, la figura de l'artista sempre es trobava present físicament o bé a través de filmacions o d'enregistraments de la seva veu, el so de la qual oferia al visitant una experiència sensorial intensa. Acconci proposava una nova definició de l'objecte material i un espai d'experiències comunes entre l'espectador i l'artista, en esborrar les fronteres tradicionals entre un artista i el seu públic, un objecte i un esdeveniment temporal, una obra d'art i la seva existència en un context espacial i/o social.
A poc a poc, després d'un període en què va realitzar nombroses instal·lacions en espais interiors (habitualment galeries o museus), el seu interès per l'espai es va orientar cap a l'espai públic. Així, l'any 1988 va crear l'Acconci Studio, cèl·lula de treball que agrupava arquitectes i artistes les investigacions dels quals es desenvolupen a escala arquitectural i proposen intervencions de tipus mediambiental i arquitectònic. El poder de les propostes de l'Acconci Studio –en les quals l'artista manté el seu compromís amb el llenguatge, el cos i la seva relació amb l'espai– consisteix a repensar dràsticament les definicions d'espai públic, i qüestionar la nostra forma de percebre'l i d'utilitzar-lo.